# Neuvy-Sautour
Neuvy-Sautour – miejscowość i gmina we Francji, w regionie Burgundia-Franche-Comté, w departamencie Yonne.
Według danych na rok 1990 gminę zamieszkiwało 959 osób, a gęstość zaludnienia wynosiła 50 osób/km² (wśród 2044 gmin Burgundii Neuvy-Sautour plasuje się na 241. miejscu pod względem liczby ludności, natomiast pod względem powierzchni na miejscu 476.).